# Pfarrkirche Statzendorf

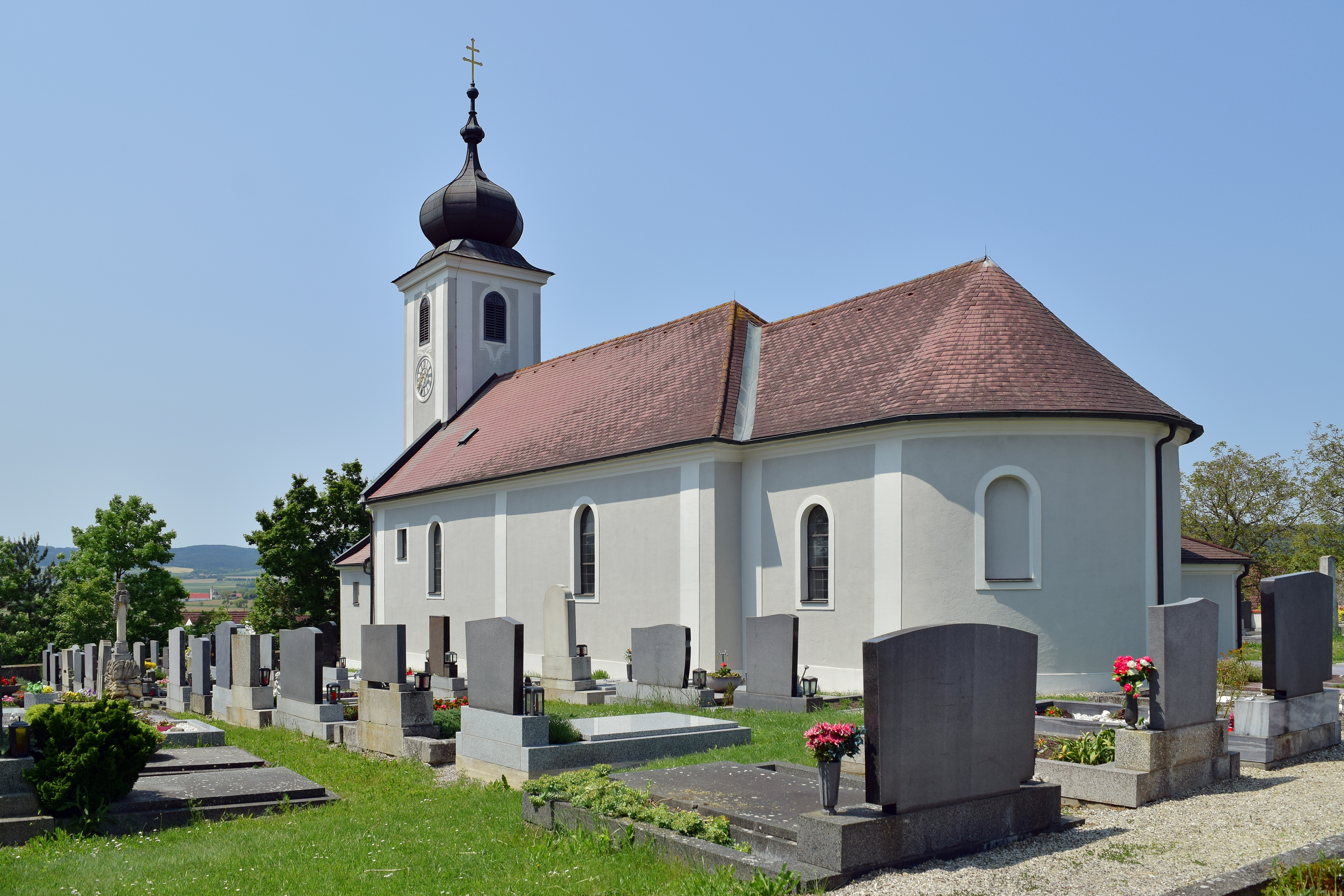
Die Pfarrkirche Statzendorf im Dekanat Göttweig ist vom Friedhof umgeben

Die römisch-katholische Pfarrkirche Statzendorf steht im Ort Statzendorf in der gleichnamigen Gemeinde in Niederösterreich. Die Pfarre gehört zum Dekanat Göttweig der Diözese St. Pölten. Die Kirche ist dem Hl. Markus geweiht (Patrozinium am 25. April). Das Gebäude samt umgebenden Friedhof steht unter Denkmalschutz (Listeneintrag).

## Geschichte
Schon in urgeschichtlicher Zeit ist eine Besiedelung nachgewiesen, wie ein Fund aus der Jungsteinzeit beweist. Die erste urkundliche Erwähnung war im Jahr 1004.
Eine Kapelle in Statzendorf ist erstmals 1284 urkundlich belegt. Im Zuge der josephinischen Umstrukturierungen wurde 1784 die Pfarre aus Teilen der Pfarren Herzogenburg, Oberwölbling und Getzersdorf gebildet und dem Stift Herzogenburg inkorporiert. Aus dieser Zeit stammt auch das heutige Gotteshaus.

## Beschreibung
Diese von einem Friedhof umgebene Kirche ist ein schlichter Saalkirchenbau mit leicht eingezogenem Chor mit flachbogigem Schluss aus der Zeit des Spätbarock des 18. Jahrhunderts. Ein vorgesetzter Turm auf der Westseite der Kirche trägt einen Zwiebelhelm und wurde später von Anbauten umgeben. Das langgestreckte Innere der Kirche ist mit einer einfachen flache Stuckdecke ausgestattet.
Die ehemalige barocke Einrichtung mit drei Altären und einer Kanzel wurde im Zuge der liturgischen Neuordnung 1964 weitgehend entfernt und modernisiert. Auch die abgerundete, einspringende Apsis wurde durch Emailarbeiten an Ambo und Tabernakel von Professor Martin Seitz aus St. Pölten neu gestaltet.
Ein lebensgroßes Kruzifix aus der 2. Hälfte des 18. Jahrhunderts wurde im Scheitel der Apsis angebracht.
Der barocke Tabernakel (Ende 18. Jahrhundert) mit der Kopie einer spätgotischen Madonna befindet sich an der rechten Schiffswand, gegenüber befindet sich eine barocke Strahlenkranzmadonna, ebenfalls aus dieser Zeit. Ein Bild des gekreuzigten Jesus (Anfang 19. Jahrhundert) ist an der linken Apsiswand. Eine Herz-Jesu- und eine Marienstatue befinden sich beiderseits vor der Apsis.
Eine Steinsäule mit dem Steinernen Laib Brot befindet sich links vor der Apsis, rechts davon das Taufbecken. Ein barockes Kruzifix aus dem 18. Jahrhundert befindet sich im Turmerdgeschoß, Kreuzwegbilder stammen aus der zweiten 2. Hälfte des 19. Jahrhunderts.

## Orgel

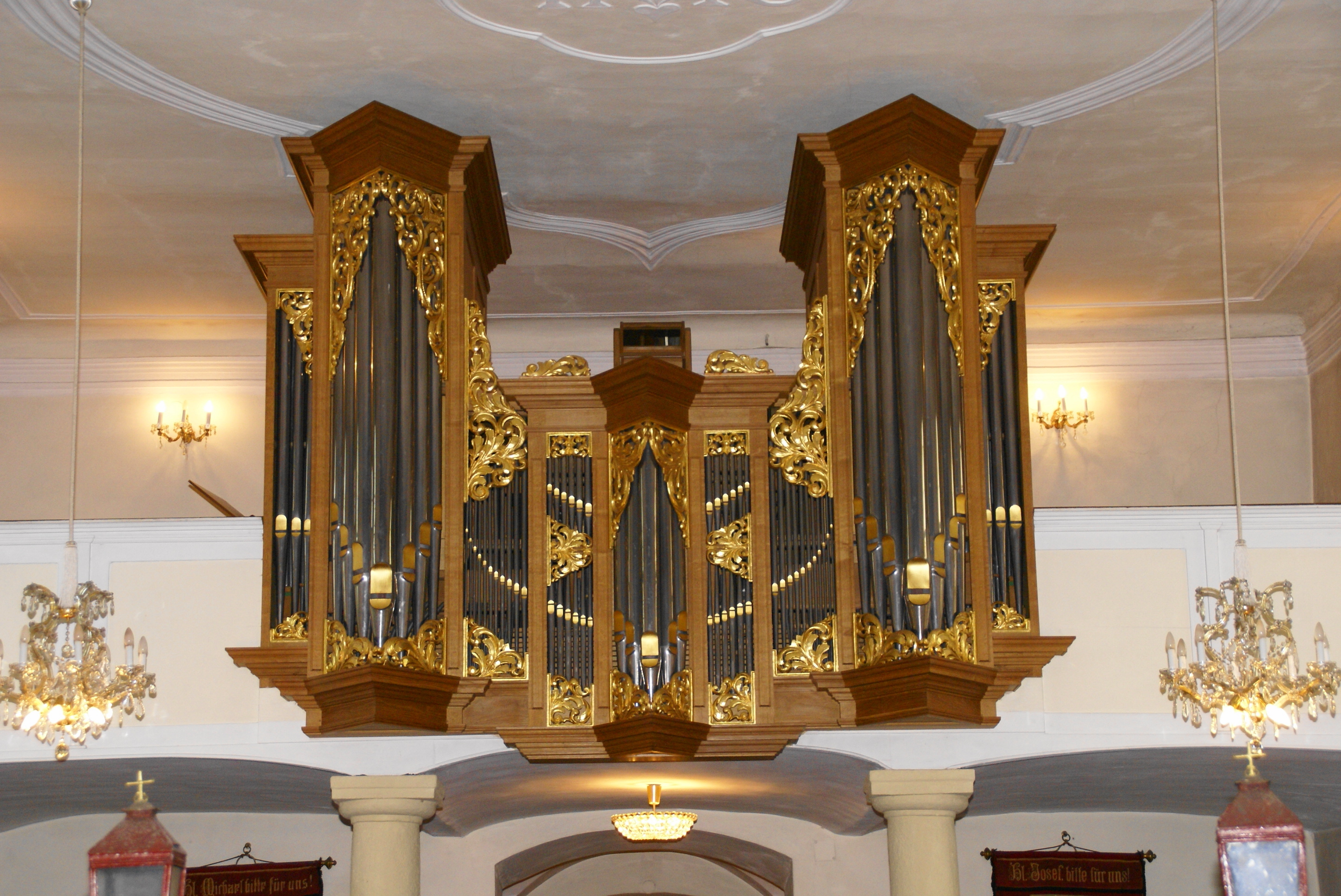
Die Reil-Orgel der Pfarrkirche Statzendorf

Die neue zweimanualige Orgel der Gebrüder Reil (Niederlande) mit 14 Registern wurde nach einer vierjährigen Planungs- und Bauzeit am 31. Mai 1992 geweiht.
Das Instrument hat folgende Disposition:
| I Hauptwerk C–f3 |        |
| Praestant        | 8′     |
| Spitsfluit       | 8′     |
| Octaaf           | 4′     |
| Quint            | 3′     |
| Octaaf           | 2′     |
| Terts            | 1 3⁄5′ |
| Mixtuur III–V    |        |

| II Continuowerk C–f3 |    |
| Holpijp              | 8′ |
| Openfluit            | 4′ |
| Woudfluit            | 2′ |
| Vox Humana B/D       | 8′ |

| Pedal C–f1 |     |
| Subbas     | 16′ |
| Octaaf     | 8′  |
| Trompet    | 8′  |

- Koppel: II/I (Schiebekoppel), I/P, II/P
- Tremulant auf das ganze Werk
- Wohltemperierte Stimmung: Werkmeister III

## DerSteinerne Laib Brot
Einer Sage nach soll eine Bäuerin hungrigen Wallfahrern auf dem Weg nach Mariazell einen Laib Brot verweigert haben, der infolge versteinerte. Dieser einem Laib Brot gleichende Stein wurde in die Pfarrkirche gebracht. Hier wurde er von den Wallfahrern später immer wieder besucht, sodass die Pfarrkirche auch Kirche zum Steinernen Laib Brot genannt wird.

## Fotogalerie der Pfarrkirche Statzendorf

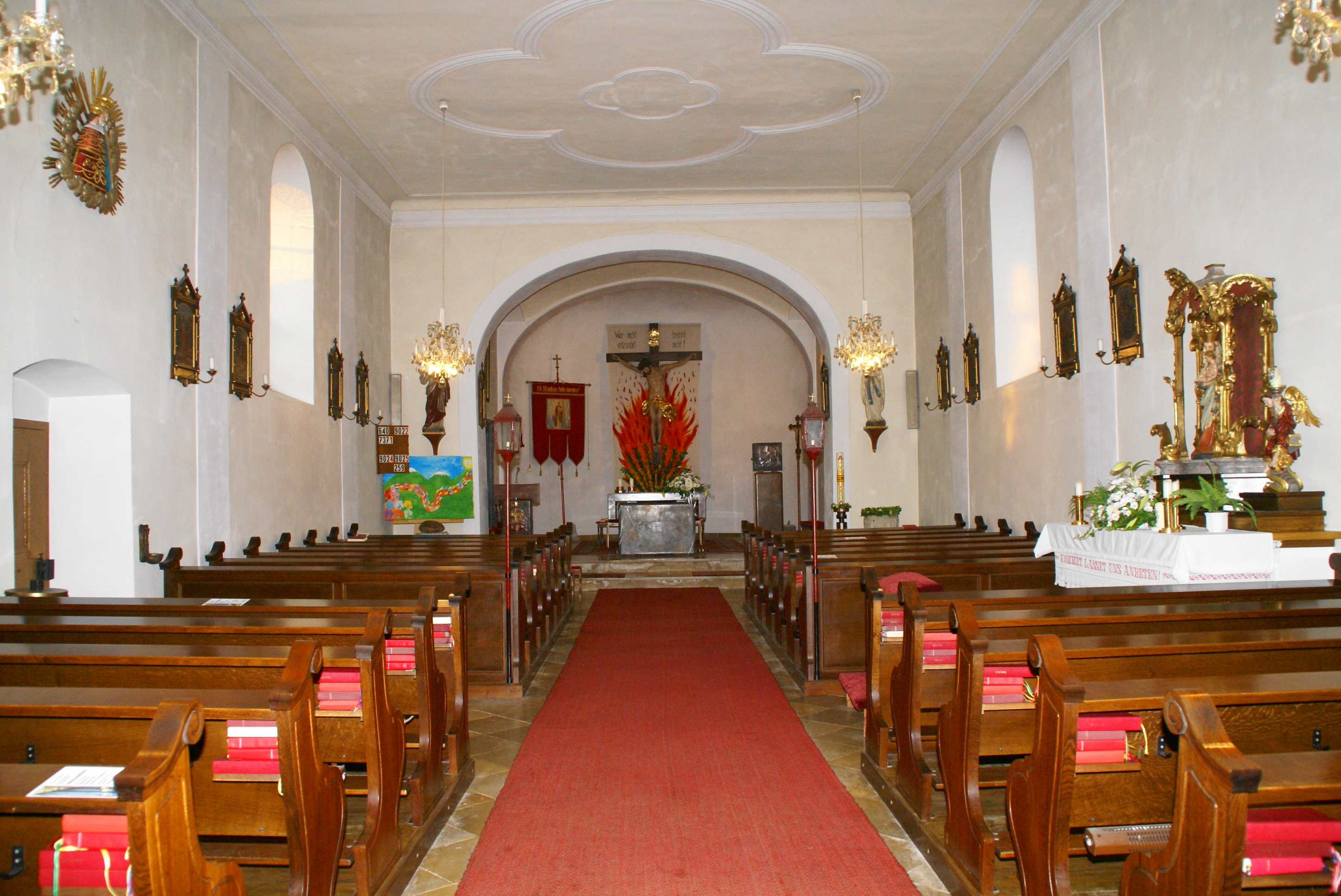
Blick vom Eingang zum Altar
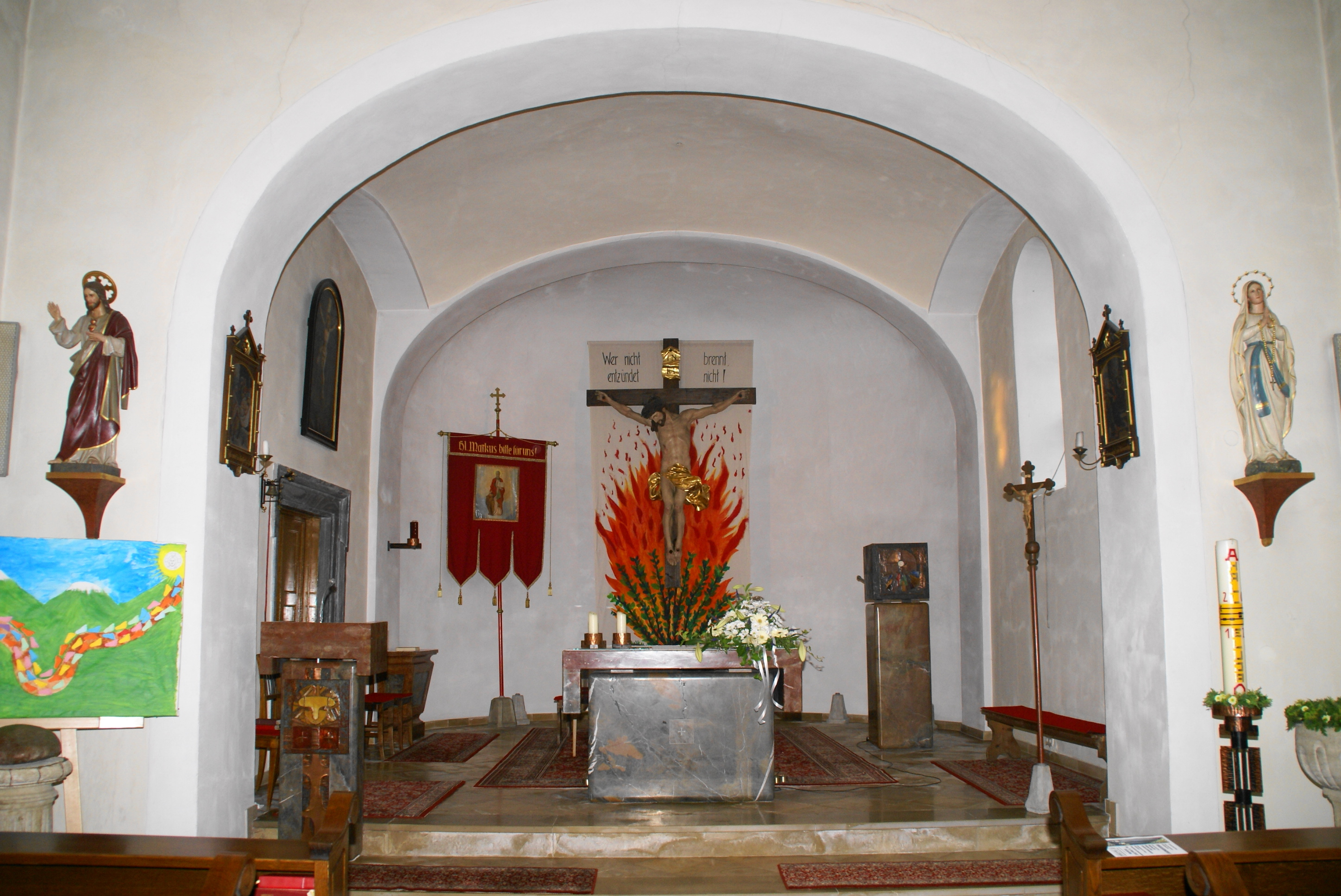
Der Altarraum
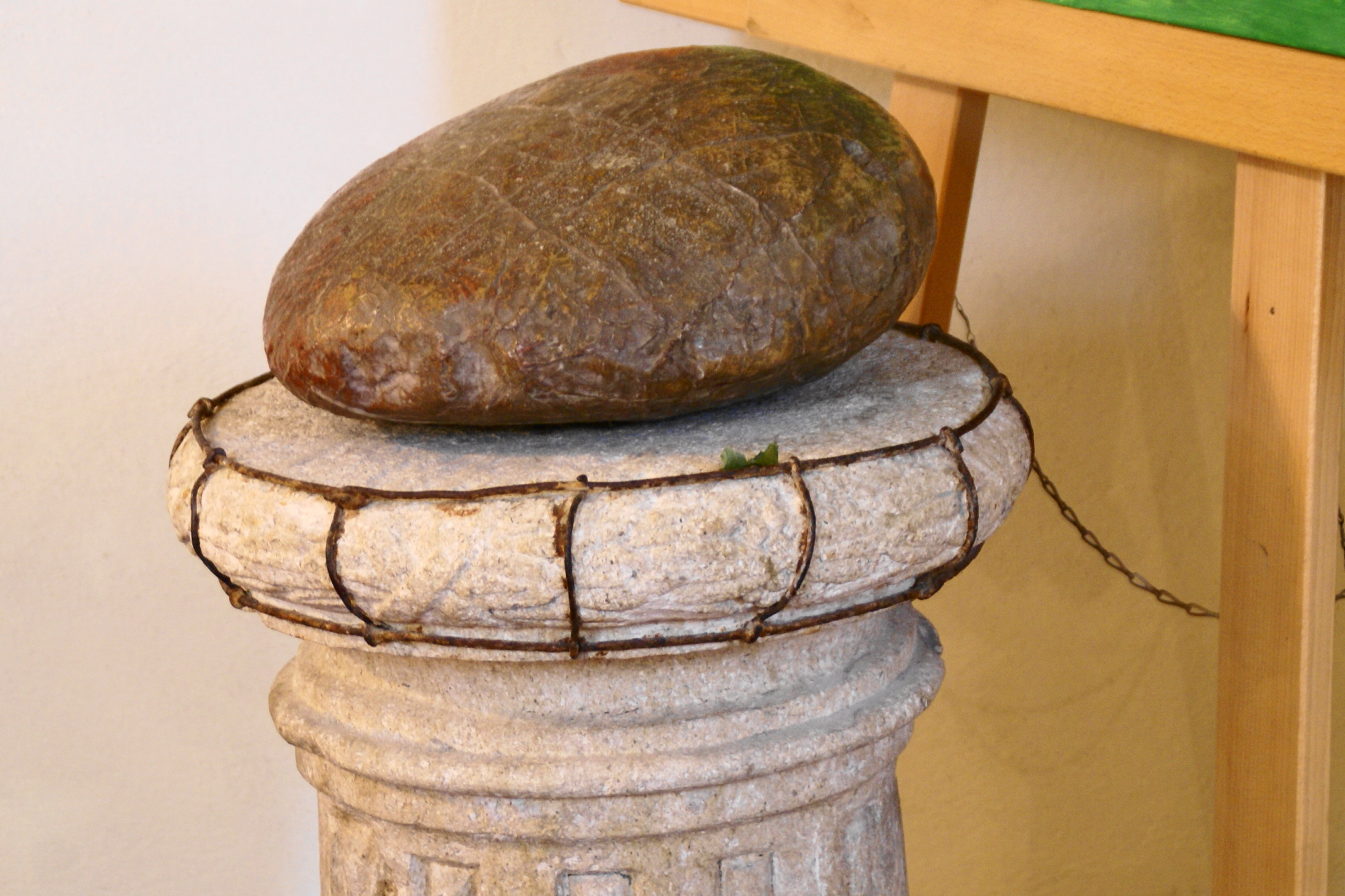
Der „Steinerne Laib Brot“
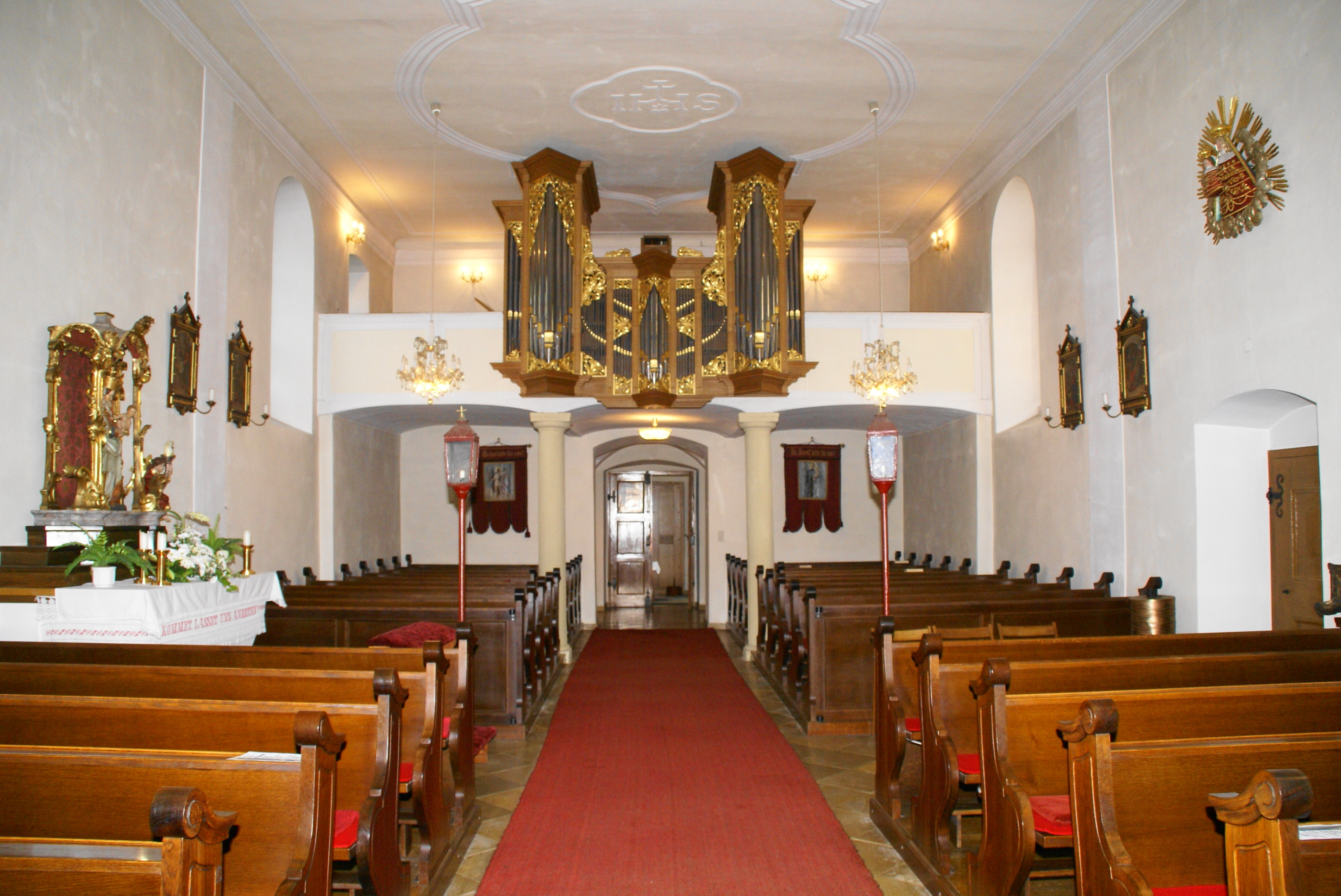
Der rückwärtige Teil der Kirche vom Altar aus gesehen
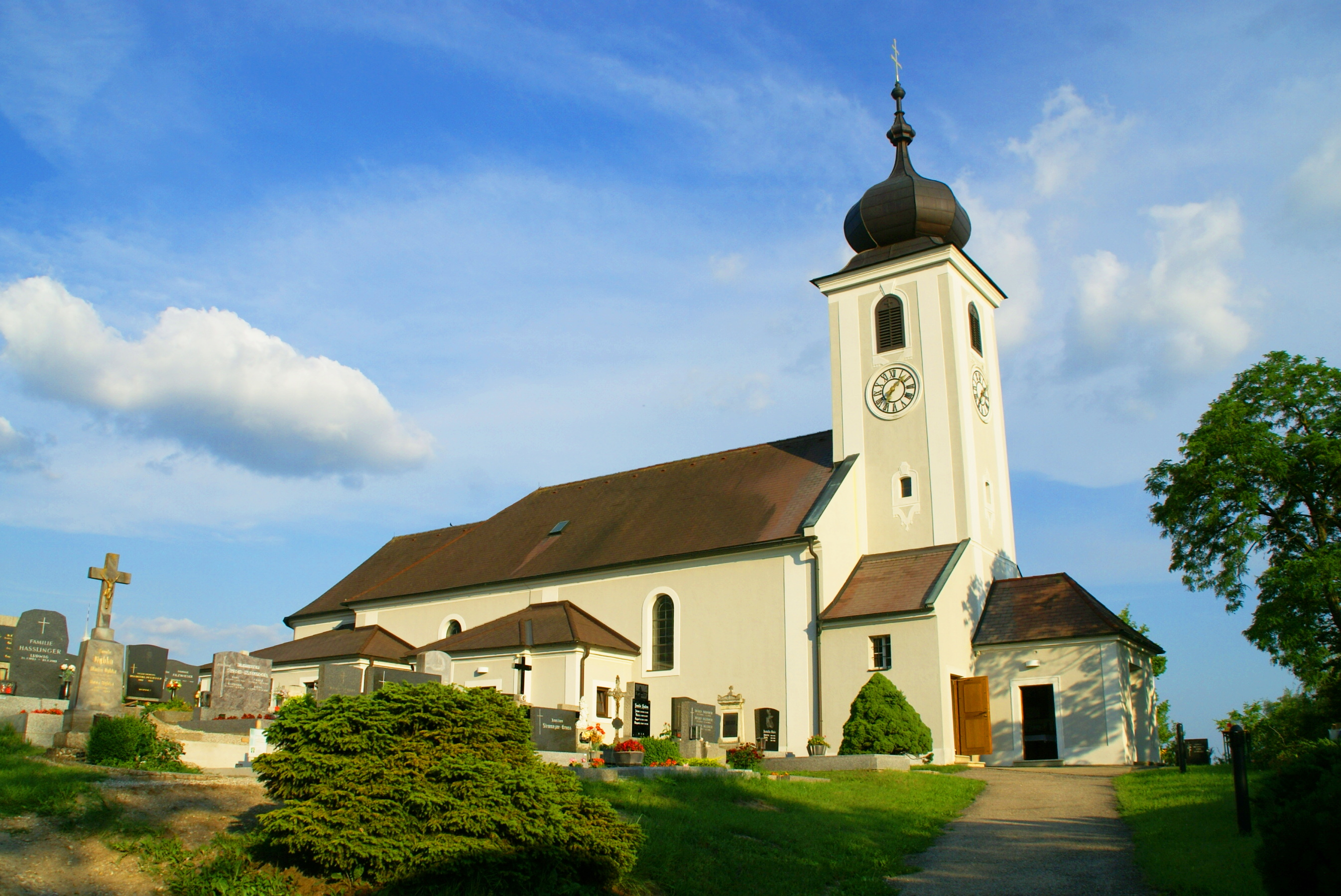
Die Pfarrkirche von der nordwest-Seite aus gesehen

## Sonstiges

### Pfarrhof Statzendorf

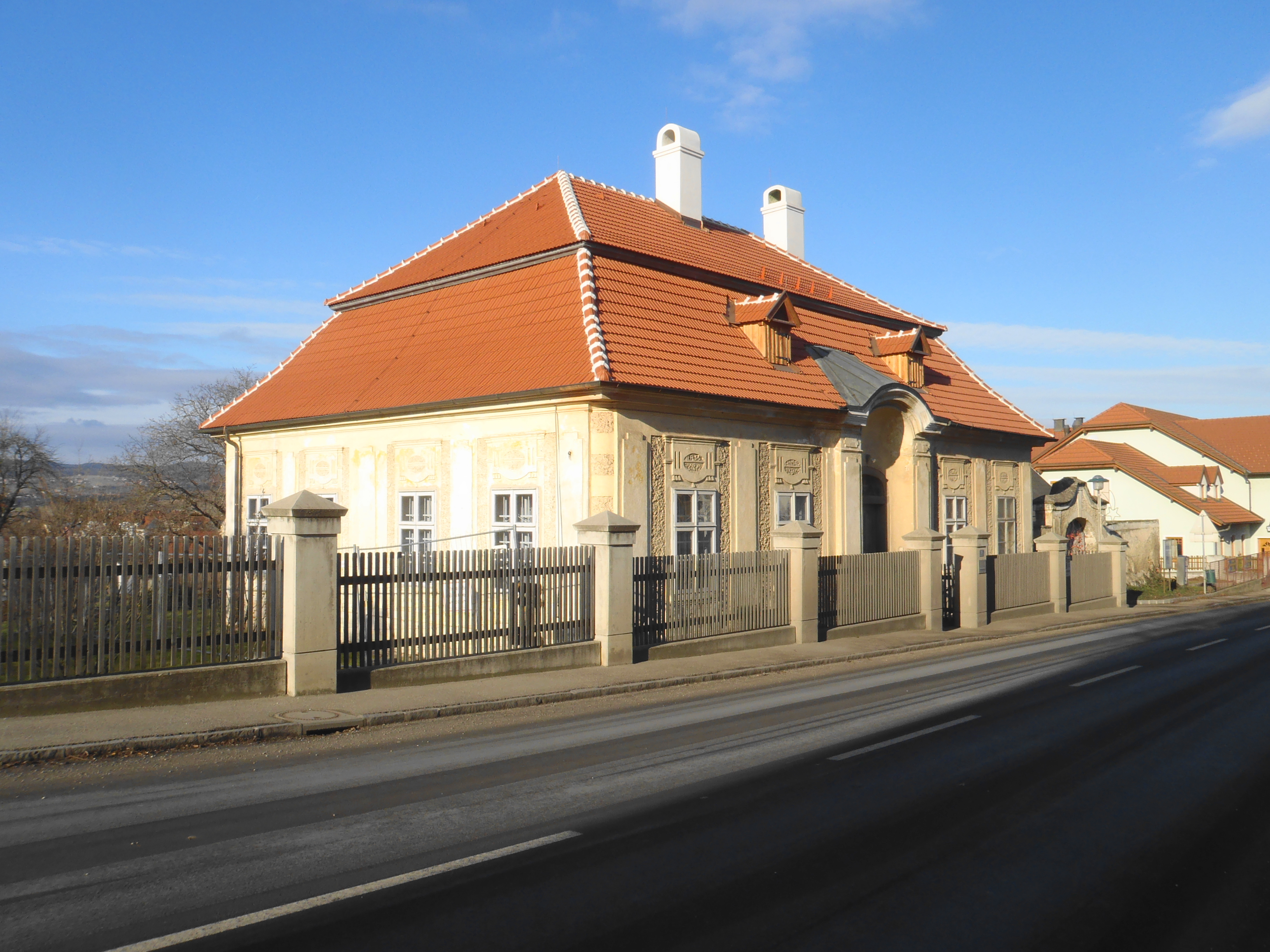
Der Pfarrhof Statzendorf wurde 1784 errichtet

Zur Pfarrkirche gehört auch der denkmalgeschützte Pfarrhof, der 1796 vom Stift Herzogenburg erbaut wurde. Er liegt auf der westlichen Straßenseite der L100 etwa 100 Meter nördlich der Kirche und besteht aus einem Haupt- und einem Nebengebäude, das auch einen kleinen Pfarrsaal mit Teeküche enthält.

## Weitere zur Pfarre gehörige Kirchen

### Filialkirche Absdorf
Die ehemalige Schlosskapelle entstand vor 1500 und gehörte zum Kloster St. Peter in Salzburg und ist der Patronin Hl. Helena geweiht.
Die Kapelle samt Meierhof gehörte später den Ledochovkis und ging mit Schenkungsvertrag von 1947, eingetragen im Grundbuch 1952, an die Petrus-Claver-Sodalität (Maria Sorg bei Salzburg) über, die bis heute Eigentümer sind.
Es handelt sich dabei um eine kleine gotisch-barocke Saalkirche (das Hauptschiff entstand um 1773) mit polygonalem spätgotischen Chor mit Strebepfeilern, dem ein quadratischer Turm mit neuem Spitzhelm an der Südseite angebaut ist.
Der frühbarocke Hochaltar ist in den Farben Schwarz und Gold gehalten, das Hochaltarbild stellt die Heilige Helena bei der Kreuzauffindung dar.

### Filialkirche Kuffern

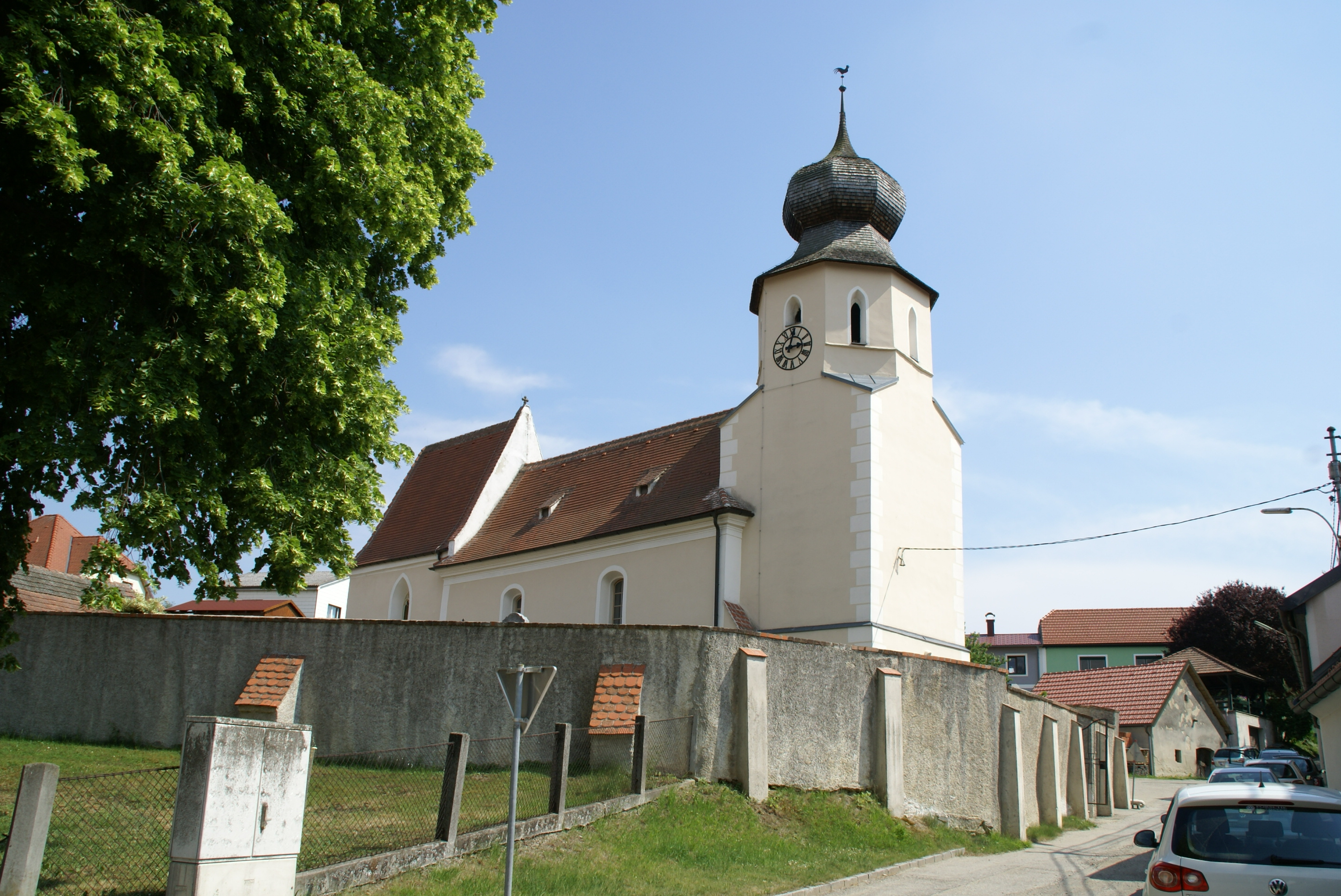
Die Kirche von Kuffern ist von einer Wehrmauer umgeben

Die erste urkundliche Erwähnung des Ortes Kuffern findet sich für das Jahr 1075, es war ein freier Edelsitz mit einer Burg samt Grundbesitz. Bekannt ist der Ort für den Fund im Jahre 1891: in einem Kriegergrab wurde die Situla, ein keltischer Weineimer aus Bronze (475–425 v. Chr.), gefunden.
Die kleine Kirche (Patron Hl. Pankratius), ist sehr alt und hat eine abwechslungsreiche Geschichte. Sie hatte früher einen eigenen Pfarrer (1260–1642 eigene Pfarre), während der Reformation wurde auch evangelische Gottesdienste gefeiert. Danach war die Pfarre unbesetzt und wurde dem Stift Göttweig zugeteilt, später zur Pfarre Inzersdorf. Im Jahr 1784 wurde Kuffern der Pfarre Statzendorf zugeteilt und damit dem Stift Herzogenburg inkorporiert.
Die Kirche ist architektonisch interessant: sie hat einen einjochigen, hochgotischen Chor mit 5/8-Schluss, das Langhaus wurde im 17. Jahrhundert barockisiert. Der gotische Westturm hat einen quadratischen Grundriss, der im obersten Geschoß in ein Achteck übergeht. Der barocke Helm ist mit Schindeln gedeckt. Die Mauern des Langhauses sind im Kern vermutlich romanisch. Die ein- und zweiteilige einfachen Maßwerkfenster im Chor sind noch im Original bzw. anlässlich der Regotisierung in den Jahren 1896 und 1898 durch Richard Jordan (Wien) erneuert.
Der Chorraum, die Sakristei und die südlich gelegene kreuzrippengewölbte Seitenkapelle stammen aus dem 14. Jahrhundert, ebenso die vier verschiedene Kapitelköpfe am unteren Ende der Kreuzrippen in der Seitenkapelle. Aus dem 19. Jahrhundert stammt das flachgedeckte Langhaus und die hölzerne Westempore.
Der neugotische Hochaltar (Ende 19. Jahrhundert) ist als Flügelaltar ausgebildet. Das Mittelschreinrelief zeigt die Krönung Mariens, die zwei Seitenflügel mit je 6 Tafelbildern Darstellung der Apostel. An der linken Chorwand befindet sich ein vergittertes Sakramentshäuschen aus gotischer Zeit sowie ein Gemälde des Hl. Pankratius, rechts vom Hochaltar ein volkstümliches Kruzifix mit einer Darstellung der Mater Dolorosa. Ein kleiner gotischer Altar in der Seitenkapelle mit einer gotischen Statue der sitzenden Muttergottes mit Kind entstand um 1500. Weiters befinden sich ein barockes Gemälde der Hl. Monika und des Hl. Florian (3. Viertel des 18. Jahrhunderts), möglicherweise Werke von Bartholomäus Altomonte in der Seitenkapelle, ebenso ein rundes Taufsteinbecken mit romanischem Rundbogenfries.

### Filialkirche Rottersdorf
Die erste Erwähnung der Kirche findet sich in der Lebensbeschreibung des Hl. Altmann († 1091). Vom Stift Passau kam die Kirche an das Stift Göttweig (Stiftsbrief 1083). Von 1112 bis 1121 war Rottersdorf eine eigene Pfarre (Patron Hl. Silvester), von 1284 bis 1784 Filiale von Herzogenburg, danach zur Pfarre Statzendorf gehörig dem Stift Herzogenburg inkorporiert.
Die kleine einschiffige Dorfkirche, möglicherweise eine ehemalige Wehrkirche, hat einen im Ursprung romanischen, fast quadratischen Chorraum, sowie ein romanisches Langhaus. Der gedrungene barocke Westturm hat ein Zeltdach. Langhaus und Chor haben einen einfach barock-gegliederte Flachdecke, die hölzerne Westempore mit typischen Bearbeitungsmerkmalen der Volkskunst an den Stützen, Streben und Brüstungsbrettern stammt aus der 1. Hälfte des 19. Jahrhunderts.
Den spätbarocken Rokoko-Hochaltar ziert ein Ölbild von Bartolomeo Altomonte aus der 2. Hälfte des 18. Jahrhunderts, es zeigt den Hl. Matthäus. Hinter dem Hochaltar befindet sich ein abgemauertes romanisches Fenster.
Eine Barockstatue des Hl. Florian (1. Hälfte 18. Jahrhundert) und ein Bild des Heiligen (2. Hälfte 18. Jahrhundert) befinden sich an der linken Schiffswand. Weiters sind spätgotische Statuen von Maria und Johannes (um 1500), in der Kirche. Einige Bilder auf Holz, darunter der Tod Marias und die Gottesmutter mit Heiligen, sind ebenfalls in der Kirche. Ein frühbarocker Orgelkasten, der jetzt als Sakristeischrank verwendet wird, zeigt an seinen bemalten Flügeltüren die Hl. Cäcilia und die Hl. Barbara.
Das Turmgeschoß ist nur von außen zu betreten. Die Türfüllungen der Zugangstür zeigen im oberen Teil die Geißelung Christi, unten die Dornenkrönung (17. Jahrhundert).
Die Kreuzwegbilder (Drucke) mit Empirerahmen stammen aus dem Anfang des 20. Jahrhunderts, ebenso die Fenster in neugotisch geformtem Rahmen mit gering ornamentaler Verglasung.

### Maria Elend „Zur Schmerzhaften Muttergottes“

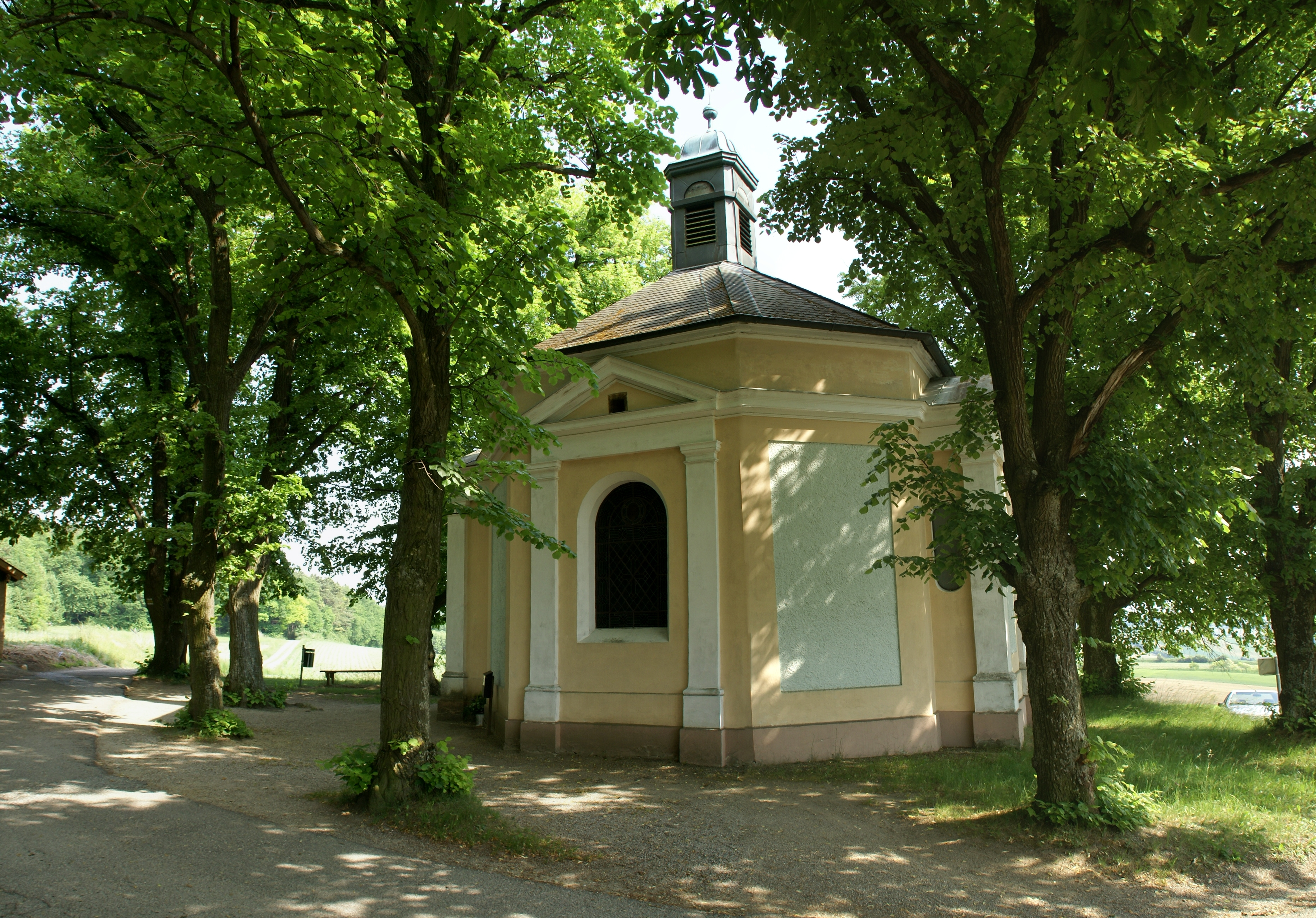
Die kleine achteckige Kapelle in Maria Elend bei Kuffern

Es handelt sich dabei um einen kleinen Oktogonalbau, der 1812 entstand und in seiner heutigen Form 1895 errichtet wurde. Sie ist der Schmerzhaften Mutter Maria geweiht.
Der Altar mit einer Kopie des Gnadenbildes von Maria Ellend bei Petronell und zwei geschnitzte Holzfiguren, die um 1900 entstanden, sind die wesentlichen Ausstattungselemente.